# Vladimir (Gorj)
Pour les articles homonymes, voir Vladimir.
Vladimir est une commune du județ de Gorj en Roumanie. Elle est composée de quatre villages : Andreești, Frasin, Valea Deșului et Vladimir. Tudor Vladimirescu, héros révolutionnaire roumain et chef du soulèvement valaque de 1821, est né dans le village de Vladimir et la maison où il est né est aujourd'hui un musée.